# Тьєррадентро
2°34′59″ пн. ш. 76°01′59″ зх. д. / 2.583° пн. ш. 76.033° зх. д.
Тьєррадентро (ісп. Tierradentro) — національний археологічний парк в муніципалітеті Інса колумбійського департаменту Каука, приблизно за 100 км від столиці дапартаменту, Попаяну.
Цей район відомий своїми підземеллями доколумбового періоду, знайденими на кількох ділянках, найвідомішими з яких є Альто-дель-Аґуакате (Alto del Aguacate), Альто-де-Сан-Андрес (Alto de San Andrés), Альто-де-Сеґовіа (Alto de Segovia), Альто-дель-Дуенде (Alto del Duende) і Ель-Таблон (El Tablón).
Зазвичай ці підземілля мають вихід, орієнтований на захід, усередині знаходяться спіральні сходи і головна капера, зазвичай 5 — 8 м нижче за поверхню, з кількома меншими камерами навколо неї, всі з яких використовувалися для поховання. Стіни зазвичай розфарбовані геометрічними, антропоморфними та зооморфними малюнками, виконаними червоним, чорним та білим кольорами. Хоча деякі з підземних структур містять статуї та гінчарні вироби, більшість з них була розграбована до утворення охоронної території.
Культура, представники якої створили ці комплекси, населяли район вже протягом першого століття, а підземілля біли створені між 6-м та 9-м століттями. Деталі скульптур та малюнків нагадують вироби культури Сан-Аґустін (знадених на території парку Сан-Аґустін).
Парк дуже популярний серед туристів, в результаті туризм є основою економіки муніципалітету. З 1995 року парк входить до списку Світової спадщини.

| Колумбія | Це незавершена стаття з географії Колумбії. Ви можете допомогти проєкту, виправивши або дописавши її. |

1. ↑  * Назва в офіційному англомовному списку